# Яласваара, Янне
Янне Яласваара (фин. Janne Jalasvaara; род. 15 апреля 1984, Оулу) — финский хоккеист, защитник.

## Карьера
Защитник, воспитанник клуба «Кярпят» (Оулу).
В составе молодёжной сборной своей страны дважды (в 2003 и 2004 году) становился третьим призёром чемпионата мира среди молодёжных команд, а в декабре 2010 года выступал за сборную Финляндии на Кубке Первого канала в Москве.
Сезон 2010/11 начал в составе клуба «Куопио», за который провел 40 матчей, а 19 января 2011 года подписал контракт с московским «Динамо», с которым в 2012 году выиграл главный трофей КХЛ — Кубок Гагарина. С 1999 по 2004 год выступал за различные юниорские сборные от 16 до 20 лет, привлекался в молодёжные команды «Кярпят» из родного города Оулу и «Эспоо Блюз» из города Эспоо.
Дебютировал в СМ-Лиге в составе «Эспоо Блюз». По ходу сезонов, были откомандировывания в клубы второй Финской лиги: «Хаукят» из города Ярвенпяя, «Салмят» из города Киркконумми и «Киекко» из города Вантаа. →
В 2006 году подписал контракт с хоккейным клубом «КалПа» из города Куопио, где он проиграл до 2011 года.
Под конец дозаявочной кампании КХЛ 2010—2011 Яласвааре позвонил его партнер по сборной и впоследствии одноклубник по «Динамо» Лео Комаров. Контракт был подписан до конца сезона.
26 июня 2016 года стал одним из первых новичков дебютанта КХЛ «Куньлунь Ред Стар», подписав контракт с китайским клубом.

## Достижения
- Бронзовый призёр чемпионата мира среди молодёжных команд: 2003, 2004.
- Обладатель Кубка Гагарина: 2012, 2013.
- Обладатель Кубка мэра Москвы: 2012.

Награждён медалью «За боевое содружество» (2011).

## Личная жизнь
Женат, жена Анна, есть две дочери: Саара-Викториа (род. 2013), Софи-Мари (род. 2015) и сын Йоаким Яри (род. 2019)